# Multi Commander
Multi Commander est un gestionnaire de fichiers graphique gratuit pour Windows Windows XP / 2003 / Vista / Server 2008 (R2) / Windows 7 / 8.x / 10 / 11 / Server 2012 (R2). Il est écrit par Mathias Svensson.